# Пепелышево
Пепелышево — деревня в Калининском районе Тверской области. Относится к Черногубовскому сельскому поселению.
Находится в 14 км к северо-западу от Твери, на правом берегу реки Тверцы, в 1,5 км к северо-западу от деревни Черногубово.
Деревня расположена между берегом Тверцы и линией Октябрьской железной дороги.
В 1997 году — 6 хозяйств, 13 жителей. В 2002 году — 3 жителя.